# Marienkapelle (Kolben)

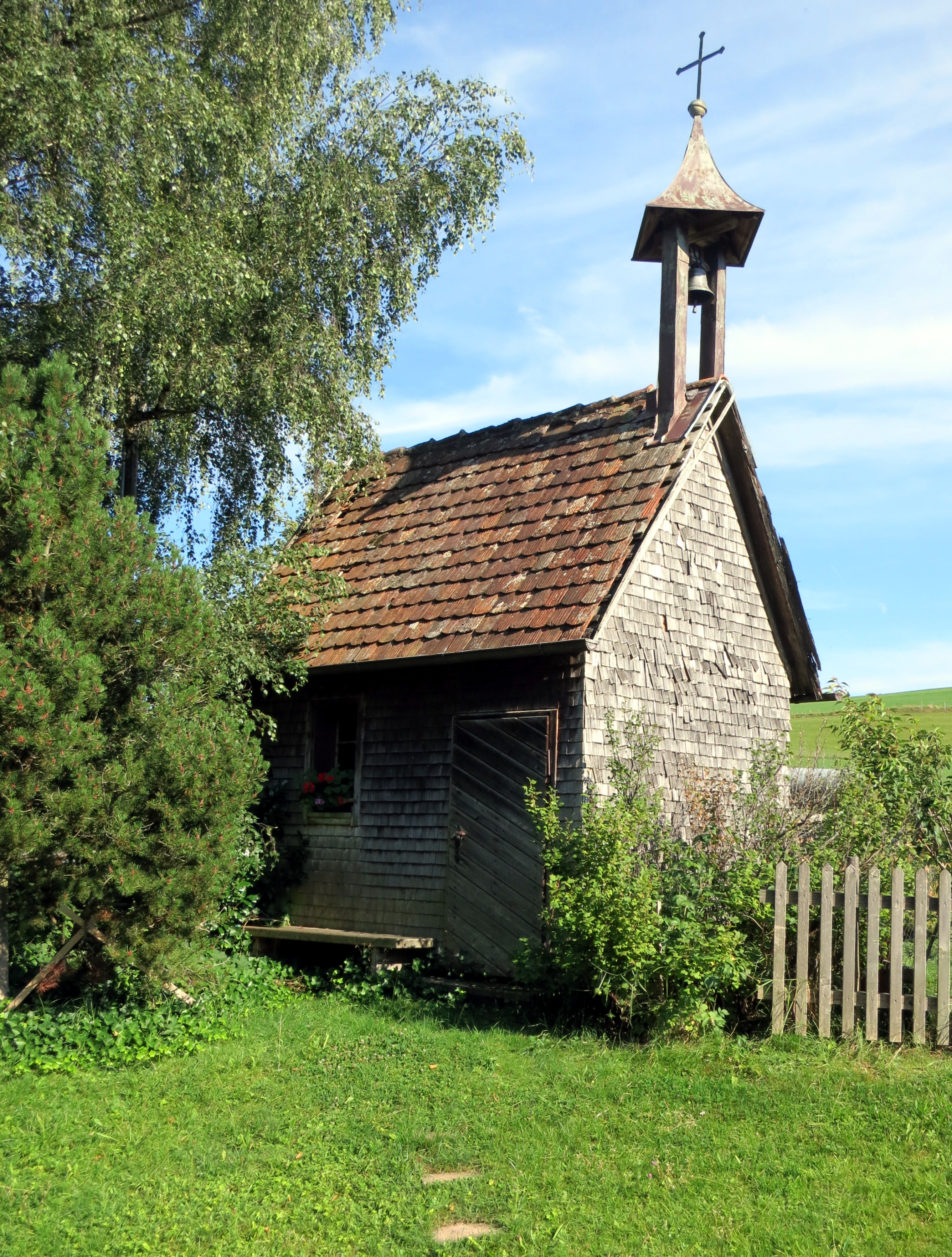
Marienkapelle in Kolben

Die römisch-katholische Marienkapelle befindet sich in Kolben, einem Ortsteil von Wiggensbach im Landkreis Oberallgäu (Bayern). Die Kapelle, welche laut Inschrift am Altar 1657 errichtet wurde, steht unter Denkmalschutz. Renovierungen fanden in den Jahren 1881, ebenfalls laut Inschrift am Altar, sowie 1956 statt. Das Gebäude ist ein rechteckiger Ständerbau mit zwei rechteckigen Fenstern, der mit Brettern verschalt ist.
Der Altar besteht aus einer marmorierten Ädikula mit zwei Säulen aus dem Jahr 1657. Unterhalb eines Engelskopfes befindet sich eine bäuerliche Holzfigur der Muttergottes aus der Entstehungszeit des Altars. Um das Jahr 1800 wurde die Kreuzigungsgruppe mit Maria und Johannes geschaffen. Die beiden Leuchterengel stammen aus dem 17. Jahrhundert. Die weiteren Holzfiguren stellen den heiligen Rochus – zur Muttergottesfigur gehörend, eine Immakulata in bäuerlichem Rokoko, sowie den heiligen Johannes von Nepomuk vom Ende des 18. Jahrhunderts dar. Der Kreuzweg mit 15 Stationen ist mit 1735 bezeichnet.